# Gusu
Gusu (en chino, 姑苏; pinyin, Gūsū, léase Ku-Su) es un distrito urbano bajo la administración directa de la Prefectura Suzhou en la Provincia de Jiangsu, República Popular China.  Su área es de 83 km² y su población total para 2015 superó los 950 mil habitantes. 

## Administración
Desde julio de 2023, el  Distrito Gusu se divide en 8 pueblos administrados en subdistritos.